# Gran Premio motociclistico di San Marino e della Riviera di Rimini 2011
Il Gran Premio motociclistico di San Marino e della Riviera di Rimini 2011 corso il 4 settembre, è il tredicesimo Gran Premio della stagione 2011 e ha visto vincere: Jorge Lorenzo in MotoGP, Marc Márquez in Moto2 e Nicolás Terol nella classe 125. La gara si è disputata al Misano World Circuit di Misano Adriatico.

## MotoGP

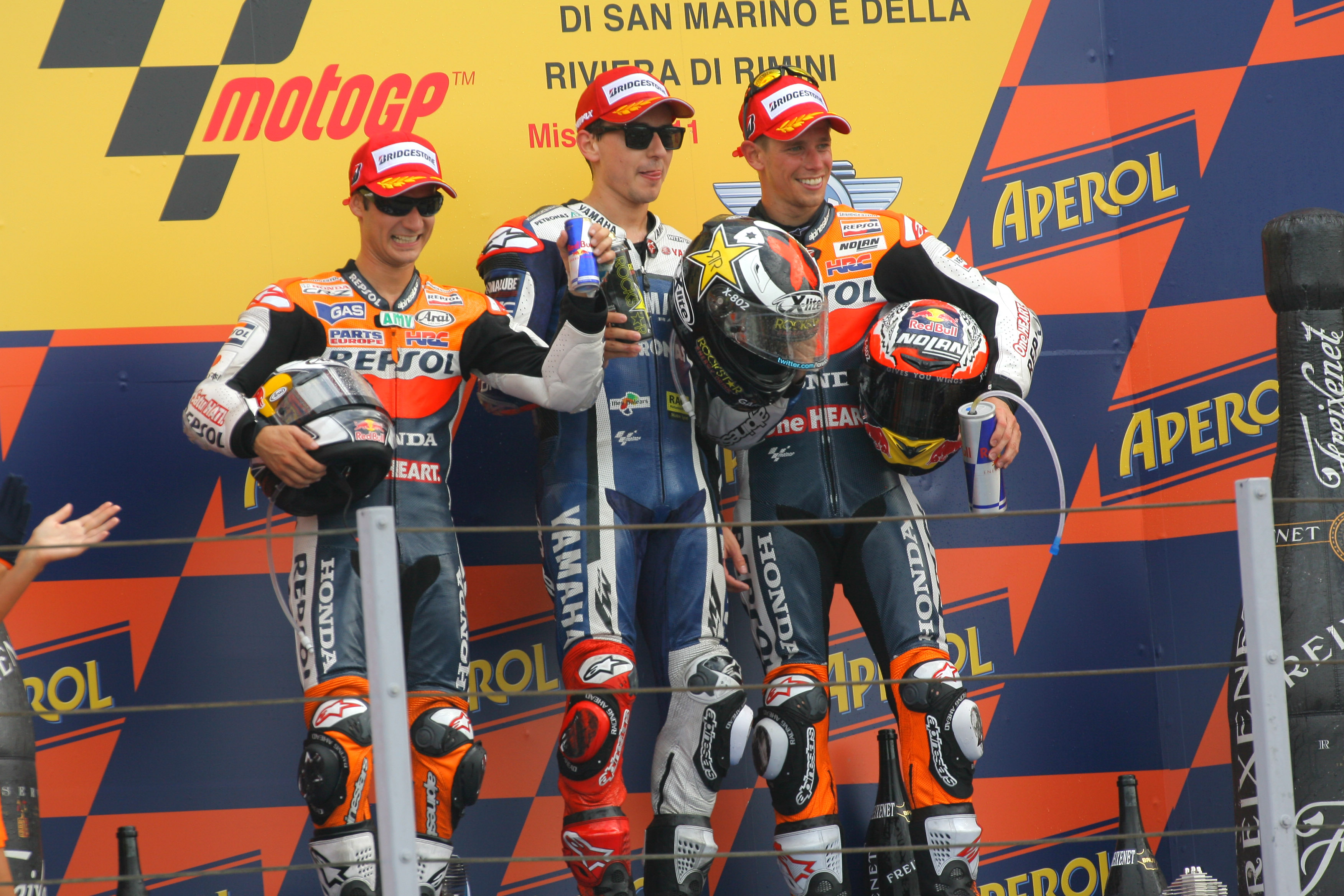
Pedrosa, Lorenzo e Stoner, posano per una foto e festeggiano sul podio dopo aver concluso rispettivamente al secondo, primo e terzo posto la gara della classe MotoGP

### Arrivati al traguardo
| Pos. | Nº | Pilota           | Squadra                 | Motocicletta       | Giri | Tempo     | Griglia | Punti |
| ---- | -- | ---------------- | ----------------------- | ------------------ | ---- | --------- | ------- | ----- |
| 1º   | 1  | Jorge Lorenzo    | Yamaha Factory Racing   | Yamaha YZR-M1      | 28   | 44:11.877 | 2       | 25    |
| 2º   | 26 | Daniel Pedrosa   | Repsol Honda            | Honda RC212V       | 28   | +7.299    | 3       | 20    |
| 3º   | 27 | Casey Stoner     | Repsol Honda            | Honda RC212V       | 28   | +11.967   | 1       | 16    |
| 4º   | 58 | Marco Simoncelli | San Carlo Honda Gresini | Honda RC212V       | 28   | +17.353   | 5       | 13    |
| 5º   | 4  | Andrea Dovizioso | Repsol Honda            | Honda RC212V       | 28   | +17.390   | 6       | 11    |
| 6º   | 11 | Ben Spies        | Yamaha Factory Racing   | Yamaha YZR-M1      | 28   | +18.092   | 4       | 10    |
| 7º   | 46 | Valentino Rossi  | Ducati Team             | Ducati Desmosedici | 28   | +23.703   | 11      | 9     |
| 8º   | 19 | Álvaro Bautista  | Rizla Suzuki            | Suzuki GSV-R       | 28   | +30.678   | 8       | 8     |
| 9º   | 8  | Héctor Barberá   | Mapfre Aspar            | Ducati Desmosedici | 28   | +37.502   | 9       | 7     |
| 10º  | 35 | Cal Crutchlow    | Monster Yamaha Tech 3   | Yamaha YZR-M1      | 28   | +37.720   | 13      | 6     |
| 11º  | 7  | Hiroshi Aoyama   | San Carlo Honda Gresini | Honda RC212V       | 28   | +39.548   | 10      | 5     |
| 12º  | 17 | Karel Abraham    | Cardion AB Motoracing   | Ducati Desmosedici | 28   | +40.506   | 12      | 4     |
| 13º  | 5  | Colin Edwards    | Monster Yamaha Tech 3   | Yamaha YZR-M1      | 28   | +53.349   | 7       | 3     |
| 14º  | 14 | Randy de Puniet  | Pramac Racing           | Ducati Desmosedici | 28   | +1:02.366 | 14      | 2     |
| 15º  | 24 | Toni Elías       | LCR Honda               | Honda RC212V       | 28   | +1:20.156 | 17      | 1     |

### Ritirati
| Nº | Pilota          | Squadra       | Motocicletta       | Giri | Griglia |
| -- | --------------- | ------------- | ------------------ | ---- | ------- |
| 65 | Loris Capirossi | Pramac Racing | Ducati Desmosedici | 8    | 16      |
| 69 | Nicky Hayden    | Ducati Team   | Ducati Desmosedici | 2    | 15      |

## Moto2
Yonny Hernández, Kenan Sofuoğlu e Axel Pons, infortunati, vengono sostituiti rispettivamente da Joan Olivé, Tomoyoshi Koyama e Alex Baldolini. Jacob Gagne prende il posto di JD Beach nel team Aeroport de Castelló. In questo Gran Premio corre una wildcard: Alessandro Andreozzi su FTR M211.

### Arrivati al traguardo
| Pos. | Nº | Pilota               | Squadra                           | Motocicletta       | Giri | Tempo     | Griglia | Punti |
| ---- | -- | -------------------- | --------------------------------- | ------------------ | ---- | --------- | ------- | ----- |
| 1º   | 93 | Marc Márquez         | CatalunyaCaixa Repsol             | Suter MMX          | 26   | 43:08.197 | 2       | 25    |
| 2º   | 65 | Stefan Bradl         | Viessmann Kiefer Racing           | Kalex              | 26   | +0.619    | 1       | 20    |
| 3º   | 29 | Andrea Iannone       | Speed Master                      | Suter MMX          | 26   | +0.713    | 7       | 16    |
| 4º   | 15 | Alex De Angelis      | JIR Moto2                         | MotoBi             | 26   | +1.634    | 5       | 13    |
| 5º   | 45 | Scott Redding        | Marc VDS Racing                   | Suter MMX          | 26   | +3.275    | 4       | 11    |
| 6º   | 38 | Bradley Smith        | Tech 3 Racing                     | Tech 3 Mistral 610 | 26   | +3.436    | 6       | 10    |
| 7º   | 72 | Yūki Takahashi       | Gresini Racing                    | Moriwaki           | 26   | +5.255    | 3       | 9     |
| 8º   | 12 | Thomas Lüthi         | Interwetten Paddock               | Suter MMX          | 26   | +8.739    | 10      | 8     |
| 9º   | 44 | Pol Espargaró        | HP Tuenti Speed Up                | FTR                | 26   | +13.224   | 9       | 7     |
| 10º  | 3  | Simone Corsi         | Ioda Racing Project               | FTR                | 26   | +13.551   | 15      | 6     |
| 11º  | 34 | Esteve Rabat         | Blusens-STX                       | FTR                | 26   | +17.533   | 16      | 5     |
| 12º  | 60 | Julián Simón         | Mapfre Aspar                      | Suter MMX          | 26   | +18.163   | 14      | 4     |
| 13º  | 77 | Dominique Aegerter   | Technomag-CIP                     | Suter MMX          | 26   | +18.254   | 29      | 3     |
| 14º  | 51 | Michele Pirro        | Gresini Racing                    | Moriwaki           | 26   | +19.180   | 8       | 2     |
| 15º  | 36 | Mika Kallio          | Marc VDS Racing                   | Suter MMX          | 26   | +24.454   | 26      | 1     |
| 16º  | 63 | Mike Di Meglio       | Tech 3 Racing                     | Tech 3 Mistral 610 | 26   | +24.858   | 18      |       |
| 17º  | 75 | Mattia Pasini        | Ioda Racing Project               | FTR                | 26   | +24.992   | 13      |       |
| 18º  | 71 | Claudio Corti        | Italtrans Racing                  | Suter MMX          | 26   | +35.358   | 20      |       |
| 19º  | 4  | Randy Krummenacher   | GP Team Switzerland Kiefer Racing | Kalex              | 26   | +35.800   | 19      |       |
| 20º  | 7  | Tomoyoshi Koyama     | Technomag-CIP                     | Suter MMX          | 26   | +37.371   | 28      |       |
| 21º  | 88 | Ricard Cardús        | QMMF Racing                       | Moriwaki           | 26   | +37.484   | 27      |       |
| 22º  | 35 | Raffaele De Rosa     | NGM Forward Racing                | Suter MMX          | 26   | +47.904   | 22      |       |
| 23º  | 9  | Kenny Noyes          | Avintia-STX                       | FTR                | 26   | +48.833   | 36      |       |
| 24º  | 64 | Santiago Hernández   | SAG Team                          | FTR                | 26   | +56.858   | 32      |       |
| 25º  | 53 | Valentin Debise      | Speed Up                          | FTR                | 26   | +1:06.771 | 33      |       |
| 26º  | 6  | Joan Olivé           | Blusens-STX                       | FTR                | 26   | +1:07.053 | 31      |       |
| 27º  | 13 | Anthony West         | MZ Racing                         | MZ-RE Honda        | 26   | +1:13.378 | 24      |       |
| 28º  | 32 | Jacob Gagne          | Aeroport de Castello              | FTR                | 26   | +1:21.741 | 37      |       |
| 29º  | 22 | Alessandro Andreozzi | Andreozzi Reparto Corse           | FTR                | 26   | +1:30.644 | 30      |       |
| 30º  | 95 | Mashel Al Naimi      | QMMF Racing                       | Moriwaki           | 25   | +1 giro   | 38      |       |

### Ritirati
| Nº | Pilota              | Squadra                | Motocicletta       | Giri | Griglia |
| -- | ------------------- | ---------------------- | ------------------ | ---- | ------- |
| 40 | Aleix Espargaró     | Pons HP 40             | Pons Kalex         | 13   | 12      |
| 76 | Max Neukirchner     | MZ Racing              | MZ-RE Honda        | 13   | 17      |
| 31 | Carmelo Morales     | Desguaces La Torre G22 | Moriwaki           | 12   | 35      |
| 16 | Jules Cluzel        | NGM Forward Racing     | Suter MMX          | 6    | 11      |
| 25 | Alex Baldolini      | Pons HP 40             | Pons Kalex         | 0    | 21      |
| 19 | Xavier Siméon       | Tech 3 B               | Tech 3 Mistral 610 | 0    | 23      |
| 39 | Robertino Pietri    | Italtrans Racing       | Suter MMX          | 0    | 25      |
| 14 | Ratthapark Wilairot | Thai Honda Singha SAG  | FTR                | 0    | 34      |

### Non partito
| Nº | Pilota       | Squadra      | Motocicletta |
| -- | ------------ | ------------ | ------------ |
| 18 | Jordi Torres | Mapfre Aspar | Suter MMX    |

## Classe 125
Jack Miller prende il posto di Péter Sebestyén alla KTM. In questo Gran Premio corrono cinque wildcard: Alessandro Giorgi, Manuel Tatasciore, Kevin Calia, Massimo Parziani e Miroslav Popov, tutti su Aprilia.

### Arrivati al traguardo
| Pos. | Nº | Pilota              | Squadra                        | Motocicletta | Giri | Tempo     | Griglia | Punti |
| ---- | -- | ------------------- | ------------------------------ | ------------ | ---- | --------- | ------- | ----- |
| 1º   | 18 | Nicolás Terol       | Bankia Aspar                   | Aprilia      | 23   | 40:02.164 | 3       | 25    |
| 2º   | 5  | Johann Zarco        | Avant-AirAsia-Ajo              | Derbi        | 23   | +0.022    | 1       | 20    |
| 3º   | 7  | Efrén Vázquez       | Avant-AirAsia-Ajo              | Derbi        | 23   | +4.932    | 11      | 16    |
| 4º   | 11 | Sandro Cortese      | Intact-Racing Team Germany     | Aprilia      | 23   | +9.322    | 4       | 13    |
| 5º   | 55 | Héctor Faubel       | Bankia Aspar                   | Aprilia      | 23   | +9.964    | 2       | 11    |
| 6º   | 52 | Danny Kent          | Red Bull Ajo MotorSport        | Aprilia      | 23   | +12.100   | 5       | 10    |
| 7º   | 25 | Maverick Viñales    | Blusens by Paris Hilton Racing | Aprilia      | 23   | +12.324   | 10      | 9     |
| 8º   | 33 | Sergio Gadea        | Blusens by Paris Hilton Racing | Aprilia      | 23   | +12.556   | 13      | 8     |
| 9º   | 94 | Jonas Folger        | Red Bull Ajo MotorSport        | Aprilia      | 23   | +21.489   | 7       | 7     |
| 10º  | 44 | Miguel Oliveira     | Andalucia Banca Civica         | Aprilia      | 23   | +30.678   | 9       | 6     |
| 11º  | 23 | Alberto Moncayo     | Andalucia Banca Civica         | Aprilia      | 23   | +31.321   | 12      | 5     |
| 12º  | 84 | Jakub Kornfeil      | Ongetta-Centro Seta            | Aprilia      | 23   | +31.552   | 17      | 4     |
| 13º  | 95 | Miroslav Popov      | Ellegi Racing                  | Aprilia      | 23   | +32.637   | 6       | 3     |
| 14º  | 3  | Luigi Morciano      | Team Italia FMI                | Aprilia      | 23   | +52.542   | 14      | 2     |
| 15º  | 77 | Marcel Schrötter    | Mahindra Racing                | Mahindra     | 23   | +53.850   | 15      | 1     |
| 16º  | 74 | Kevin Calia         | MGP Racing                     | Aprilia      | 23   | +53.917   | 28      |       |
| 17º  | 19 | Alessandro Tonucci  | Team Italia FMI                | Aprilia      | 23   | +58.742   | 22      |       |
| 18º  | 60 | Manuel Tatasciore   | Phonica Racing                 | Aprilia      | 23   | +1:03.723 | 27      |       |
| 19º  | 27 | Alessandro Giorgi   | VFT Racing                     | Aprilia      | 23   | +1:04.113 | 25      |       |
| 20º  | 10 | Alexis Masbou       | Caretta Technology             | KTM          | 23   | +1:04.956 | 26      |       |
| 21º  | 99 | Danny Webb          | Mahindra Racing                | Mahindra     | 23   | +1:08.795 | 19      |       |
| 22º  | 17 | Taylor Mackenzie    | Phonica Racing                 | Aprilia      | 23   | +1:08.846 | 34      |       |
| 23º  | 30 | Giulian Pedone      | Phonica Racing                 | Aprilia      | 23   | +1:17.719 | 32      |       |
| 24º  | 8  | Jack Miller         | Caretta Technology             | KTM          | 23   | +1:18.752 | 30      |       |
| 25º  | 36 | Joan Perelló        | Matteoni Racing                | Aprilia      | 23   | +1:36.950 | 33      |       |
| 26º  | 26 | Adrián Martín       | Bankia Aspar                   | Aprilia      | 21   | +2 giri   | 18      |       |
| 27º  | 63 | Zulfahmi Khairuddin | Airasia-Sic-Ajo                | Derbi        | 20   | +3 giri   | 16      |       |

### Ritirati
| Nº | Pilota              | Squadra               | Motocicletta | Giri | Griglia |
| -- | ------------------- | --------------------- | ------------ | ---- | ------- |
| 50 | Sturla Fagerhaug    | WTR-Ten10 Racing      | Aprilia      | 17   | 29      |
| 53 | Jasper Iwema        | Ongetta-Abbink Metaal | Aprilia      | 10   | 21      |
| 88 | Massimo Parziani    | Faenza Racing         | Aprilia      | 10   | 24      |
| 39 | Luis Salom          | RW Racing GP          | Aprilia      | 7    | 8       |
| 43 | Francesco Mauriello | WTR-Ten10 Racing      | Aprilia      | 3    | 31      |
| 21 | Harry Stafford      | Ongetta-Centro Seta   | Aprilia      | 0    | 20      |
| 96 | Louis Rossi         | Matteoni Racing       | Aprilia      | 0    | 23      |

### Non partiti
| Nº | Pilota          | Squadra                 | Motocicletta |
| -- | --------------- | ----------------------- | ------------ |
| 15 | Simone Grotzkyj | Phonica Racing          | Aprilia      |
| 31 | Niklas Ajo      | TT Motion Events Racing | Aprilia      |